# John Clawson
John Richard Clawson (Duluth, 15 mei 1944 – 15 december 2018) was een Amerikaans basketballer. Hij won met het Amerikaans basketbalteam de gouden medaille op de Pan-Amerikaanse Spelen 1967 en de Olympische Zomerspelen 1968.

## Carrière
Clawson speelde voor het team van de Universiteit van Michigan (Michigan Wolverines) van 1963 tot 1966. In maart 1966 ging hij samen met Cazzie Russell en Ollie Darden (allen Michigan Wolverines) spelen voor een AAU-team uit Dearborn de Ford Mustangs onder coach Horace Walker. Hiermee werd hij AAU-kampioen. Hij werd eind maart 1966 geselecteerd voor de Amerikaanse ploeg die ging spelen op het World Amateur Basketball Championship onder coach Gary Thompson. Uiteindelijk besloot hij te focussen op zijn studies en speelde niet op het toernooi. Hij ging na zijn studies rechten voort studeren en zijn legerdienst doen.
Hij werd in mei 1966 in de eerste ronde gekozen door de Twin City Sailors uit de North American Basketball League maar speelde nooit in die competitie. Eind 1966 ging hij in legerdienst en speelde  voor de USAF All-Stars waar hij onder meer samenspeelde met Terry Dischinger onder Hal Fischer. In april 1967 nam hij deel aan het toernooi op de voorlopige ploeg te bepalen voor het Pan-Amerikaans kampioenschap waar ze speelden tegen een team van de AAU, NAIA en NCAA. Hij werd gekozen tot de voorlopige ploeg. Hij werd ook geselecteerd voor trainingen voor de nationale ploeg voor het wereldkampioenschap. Eind april speelde hij op een toernooi van de Internationale Militaire Sportraad. Eind mei en begin juni 1967 speelde hij op het wereldkampioenschap maar werd pas vierde met de Amerikaanse ploeg.
In juli 1967 begonnen dan weer de voorbereidingen voor het Pan-Amerikaanse kampioenschap onder coach Hal Fischer en assistent John Kundla. Hij won met de Amerikaanse ploeg de gouden medaille. Ook in 1968 speelde hij nog voor de USAF All-Stars. In maart 1968 won hij met de Army-ploeg de Interservice Basketball Tournament tegen Navy en Air Force. Eind maart won Clawson voor de tweede keer het AAU-kampioenschap, ze versloegen in de finale Vaughn Realty. Hij nam vervolgens in april 1968 deel aan een toernooi met de USAF All-Stars om te bepalen wie Amerika mocht vertegenwoordigen op de Olympische Zomerspelen van dat jaar in Mexico. Hierna werd hij geselecteerd voor de nationale ploeg.
In mei 1968 speelde hij tijdens een Europese tour wedstrijden tegen Italiaanse ploegen. Nadien volgde een serie van oefenwedstrijden met de nationale ploegen tegen Joegoslavië en de Sovjet-Unie in juni 1968. Nadien volgde ook nog twee wedstrijden tegen Finland en drie wedstrijden tegen Amerikaanse profploegen. Tijdens de Olympische Spelen van 1968 die in oktober werden gehouden speelde hij 8 wedstrijden, inclusief de finale tegen Joegoslavië. Gedurende deze wedstrijden scoorde hij 29 punten.  
In oktober 1968 tekende hij bij de Oakland Oaks uit de American Basketball Association. Waar hij in 1969 het kampioenschap mee won. Na een seizoen verhuisde de club en werd de Washington Caps maar Clawson wist geen contract meer te krijgen.
Na zijn carrière als speler was hij werkzaam bij de bank Merrill Lynch. In 1976 begon hij zijn eigen bouwbedrijf genaamd Clawson Construction.

## Erelijst
- AAU-kampioen: 1966, 1968
- AAU All American Team: 1968[22]
- Pan-Amerikaans kampioenschap: 1967
- Olympische Spelen 1968
- ABA-kampioen: 1969
- NCHS Sports Hall of Fame

## Statistieken

### Regulier seizoen
| Seizoen  | Team         | WG | WS | MPW  | 2P%  | 3P% | FW%  | RPW | APW | PPW |
| -------- | ------------ | -- | -- | ---- | ---- | --- | ---- | --- | --- | --- |
| 1968/69  | Oakland Oaks | 70 |    | 15,2 | 47,6 | 0,0 | 68,5 | 2,8 | 0,7 | 4,7 |
| Carrière | Carrière     | 70 |    | 15,2 | 47,6 | 0,0 | 68,5 | 2,8 | 0,7 | 4,7 |

### Play-offs
| Seizoen  | Team         | WG | WS | MPW  | 2P%  | 3P%  | FW%  | RPW | APW | PPW |
| -------- | ------------ | -- | -- | ---- | ---- | ---- | ---- | --- | --- | --- |
| 1968/69  | Oakland Oaks | 16 |    | 19,6 | 44,6 | 33,3 | 62,5 | 3,4 | 0,9 | 6,3 |
| Carrière | Carrière     | 16 |    | 19,6 | 44,6 | 33,3 | 62,5 | 3,4 | 0,9 | 6,3 |

4 John Clawson · 
5 Ken Spain · 
6 Jo Jo White · 
7 Mike Barrett · 
8 Spencer Haywood · 
9 Charlie Scott · 
10 Bill Hosket · 
11 Calvin Fowler · 
12 Mike Silliman · 
13 Glynn Saulters · 
14 Jim King · 
15 Don Dee · 
Coach Hank Iba
11 Brown · 
12 Logan · 
14 Critchfield · 
24 Barry · 
30 Bradds · 
31 Jabali · 
32 Clawson · 
33 Harge · 
34 Moe · 
40 Peterson · 
42 Eakins · 
Coach Hannum